# 임실치즈
임실치즈(Imsil cheese)는 임실치즈농협에서 생산하는 유서깊은 임실군을 대표하는 특산물이다. 1959년 벨기에의 선교사 지정환(본명 디디에 세르스테반스) 신부가 1966년 전라북도 임실군에서 낙농업으로 지역을 부흥시키기 위해 치즈를 생산하려고 산양을 키우면서 시작되었다. 이후 1968년 프랑스에서 치즈 기술자가 방문하여 카망베르 치즈를 제조하려고 시도하였으나 보급에 실패하였고, 1969년 지정환 신부가 직접 동료들과 유럽에서 치즈 제조 기술을 배우고 와서 1970년 체더 치즈를 만들었으며 점차 한국형 임실 치즈로 거듭났다. 지정환신부 그리고 심상봉목사, 이병오이장과 같은 선구자와 주민들의 노력으로 임실치즈로 결실을 맺었으며 이후 조선호텔 등과 계약이 성사되어 대량으로 생산하는 본격적인 공장운영은 현재까지 이어지고 있다.

## 제조
자연치즈 및 숙성치즈 등 임실치즈는 우유 및 산양유등과 함께 스타터(Starter)와 렌넷(Rennet)등을 한국지형에 맞게 사용하여 생산한 한국치즈의 원조로 잘 알려져 있다.

## 치즈마을
전북 임실군 임실읍 치즈마을1길 4에 위치한 치즈마을은 고유 행정명으로 인근에 임실치즈농협이 있다.

## 같이 보기
- 고다 치즈